# CH-95
CH-95 је кинеска извиђачко-борбена беспилотна летелица. Летелицу производи компанија Aerospace Long March International.

## Развој
CH-95 припада беспилотним летелицама класе "MALE" (Medium altitude, Long endurance), према доступним информацијама њен развој је започет још 2005, прва летна испитивања започета су 2009. године, да би летелица своје прво јавно приказивање имала 2010. на међународном авио-космичком салону "China International Aviation & Aerospace Exhibition"у Жухаију.
Унапређена верзија CH-95 први пут је јавно приказана тек септембра 2015. године на изложби "Beijing Aviation Expo". Како се још наводи примарно је развијена за кинеско Ратно ваздухопловство.

## Опис
Потребна дужина стазе за полетање 600 m, дужина стазе за слетање 800 m.
Погонску групу чини клипни мотор снаге 100 КС са турбопуњачем, који покреће трокраку потисну елису. Опрему може чинити радар са синтетичким отвором (САР), оптоелектронска опрема са инфрацрвеним системом за осматрање предње полусфере (ФЛИР), ласерским даљиномером и ласерским обележивачем циљева, а осим тога може имати систем за противелектронска дејства, као и уграђену антену за пренос података на командну станицу преко сателитске везе.
Произвођач наводи да основна верзија CH-95 има две поткрилне подвесне тачке, а може се наћи и информација да их, највероватније унапређена варијанта, има 4 или 6. Наоружање могу чинити:
- противоклопне ласерски вођене ракете АКД-10 (извозна ознака БА-7, "Blue Arrow 7") масе 46 kg домета до 5-7 km
- вођене ракете ФТ-10 масе 25 kg
- полуактивно ласерски вођена ракетна зрна БРМ1 калибра 90 mm домета до 8 km
- планирајуће бомбе ФТ-7/130 масе 130 kg
- планирајуће бомбе ФТ-9/50 масе 50 kg
- вођене бомбе ГБ-7/50 масе 50 kg
- вођене бомбе ГБ-4/100 масе 100 kg.[1][2]

## Корисници
- Кина
- Србија - Војска Србије је наручила за сада непознат број ових летелица. Србија је овиме постала први инострани корисник ове летелице[3].[4]